# Carly Pope
Carly Pope (Vancouver, Columbia Británica; 28 de agosto de 1980) es una actriz canadiense, conocida por interpretar a Sam McPherson en la serie de Warner Brothers Popular.

## Biografía
Carly Pope nació y se crio en Vancouver, con un hermano mayor, Kris, también actor, y otro hermano menor. Su pasión por actuar se inició durante la escuela secundaria en Vancouver, donde participó en obras clásicas como Una extraña pareja, en el papel de Mickey, y como Titania en El sueño de una noche de verano.

## Carrera
Carly Pope ya había actuado en varios roles en películas y la televisión, cuando irrumpió en la escena americana actuando el personaje central de Sam McPherson en la serie de Warner Brothers Popular. A partir de allí Carly representó una adicta a la heroína en Trapped in a Purple Haze, desempeñó el papel de Tasha en The Glass House, apareció en la obra de Jeff Probst Finder's Fee, y en la película Orange County. The Globe and Mail dijo, "ella forma parte de un fenómeno en el que los agentes de Hollywood han recurrido cada vez más a Canadá en búsqueda de nuevas caras", además Carly figura como una de las "Jóvenes Líderes" de Canadá. En el 2005 fue estrella-invitada en un episodio de Tru Calling de la FOX y desempeñó el papel de una trabajadora social en Dieciocho, coprotagonizada por Brendan Fletcher, Alan Cumming y Ian McKellen.
Tuvo que dividir su tiempo entre Los Ángeles y Vancouver, donde Carly reside actualmente. Asiste a la universidad cuando su calendario de filmación le deja tiempo. Habla italiano, español y francés con fluidez y está tratando de ampliar su educación en la literatura y lenguas.

## Filmografía
| Cine                     | Cine                                                       | Cine                         | Cine                                                                  |
| Año                      | Título                                                     | Rol                          | Notas                                                                 |
| ------------------------ | ---------------------------------------------------------- | ---------------------------- | --------------------------------------------------------------------- |
| 1996                     | A Girl's Guide to Kissing and Other Nightmares in Teenland |                              | Cortometraje                                                          |
| 1998                     | Comportamiento perturbador                                 | Abbey                        |                                                                       |
| 2000                     | Snow Day                                                   | Fawn                         |                                                                       |
| 2001                     | Finder's Fee                                               | Carla                        |                                                                       |
| 2001                     | The Glass House                                            | Tasha                        |                                                                       |
| 2002                     | Orange County                                              | Tanya                        |                                                                       |
| 2002                     | Various Positions                                          | Cheryth Bleyn                |                                                                       |
| 2003                     | Juego de Némesis                                           | Sara Novak                   | Protagonista                                                          |
| 2004                     | Intern Academy                                             | Sarah Calder                 |                                                                       |
| 2004                     | Everyone                                                   | Rena                         |                                                                       |
| 2005                     | Window Theory                                              | Angela                       |                                                                       |
| 2005                     | Sandra Gets Dumped                                         | Sandra                       | Cortometraje                                                          |
| 2005                     | The Hamster Cage                                           | Candy                        |                                                                       |
| 2005                     | The French Guy                                             | Anna                         |                                                                       |
| 2005                     | Eighteen                                                   | Jenny                        |                                                                       |
| 2005                     | Two for the Money                                          | Tammy                        |                                                                       |
| 2005                     | White coats                                                |                              |                                                                       |
| 2005                     | Sandra Goes to Whistler                                    | Sandra                       | Cortometraje                                                          |
| 2007                     | Itty Bitty Titty Committee                                 | Shulamith                    |                                                                       |
| 2007                     | Beneath                                                    | Vanessa                      |                                                                       |
| 2007                     | Young People Fucking                                       | Kris                         |                                                                       |
| 2008                     | Say Goodnight                                              | Crystal                      |                                                                       |
| 2008                     | Edison and Leo                                             | Zella (voz)                  |                                                                       |
| 2008                     | Toronto Stories                                            | Roshanna                     |                                                                       |
| 2009                     | Life Is Hot in Cracktown                                   | Stacy                        |                                                                       |
| 2009                     | Stuntmen                                                   | Karla Bravo                  |                                                                       |
| 2010                     | Man and Woman                                              | Amy                          | Cortometraje                                                          |
| 2011                     | S.W.A.T.: Firefight                                        | Kim Byers                    | Video                                                                 |
| 2011                     | Textuality                                                 | Simone                       |                                                                       |
| 2012                     | Concrete Blondes                                           | Kris Connifer                | Posproducción                                                         |
| 2013                     | Elysium                                                    | Agente del CCB               |                                                                       |
| 2021                     | Demonic                                                    | Carly                        |                                                                       |
| 2022                     | Easter Sunday                                              |                              |                                                                       |
| Película para Televisión |                                                            |                              |                                                                       |
| Año                      | Título                                                     | Rol                          | Notas                                                                 |
| 1998                     | Principal Takes a Holiday                                  | Estudiante                   |                                                                       |
| 1998                     | I've Been Waiting for You                                  | Porrista                     |                                                                       |
| 1999                     | Our Guys: Outrage at Glen Ridge                            | Mari Ferraez                 |                                                                       |
| 1999                     | Aliens in the Wild, Wild West                              | Sara Johnson                 |                                                                       |
| 1999                     | A Cooler Climate                                           | Beth                         |                                                                       |
| 2000                     | Trapped in a Purple Haze                                   | Molly White                  |                                                                       |
| 2003                     | 1st to Die                                                 | Cindy Thomas                 |                                                                       |
| 2003                     | Hemingway: That Summer in Paris                            | Loreto Callaghanm (Joven)    |                                                                       |
| 2003                     | This Time Around                                           | Melissa 'Mel' Rochester      | Protagonista                                                          |
| 2003                     | A Tale of Two Wives                                        | Bianca                       |                                                                       |
| 2004                     | The Ranch nolink                                           | Beth Ann                     |                                                                       |
| 2005                     | Recipe for a Perfect Christmas                             | J.J. Jenner                  |                                                                       |
| 2006                     | 10.5: Apocalypse                                           | Laura Malloy                 |                                                                       |
| 2008                     | Yeti: Curse of the Snow Demon                              | Sarah                        | Protagonista                                                          |
| 2008                     | 24: Redemption                                             | Samantha Roth                |                                                                       |
| 2018                     | I Killed My BFF: The Preacher's Daughter                   | Rae                          |                                                                       |
| 2019                     | Double Holiday                                             | Rebecca Hoffman              |                                                                       |
| Serie de Televisión      |                                                            |                              |                                                                       |
| Año                      | Título                                                     | Rol                          | Notas                                                                 |
| 1998                     | Night Man                                                  | Teresa Chase                 | Episodio: "Manimal"                                                   |
| 1999-2001                | Popular                                                    | Sam McPherson                | 43 episodios                                                          |
| 2002-2003                | Kim Possible                                               | Amelia (voz)                 | 2 Episodios                                                           |
| 2003                     | Jake 2.0                                                   | Rachel / Yori                | Episodio: "The Good, the Bad, and the Geeky"                          |
| 2004                     | The Mountain                                               | Ronnie                       | Episodio: "The Letter"                                                |
| 2004-2006                | The Collector                                              | Maya Kandinski               | 16 episodios                                                          |
| 2005                     | Young Blades                                               | The Enchantress              | Episodio: "Enchanted"                                                 |
| 2005                     | Tru Calling                                                | Off. Kate Wilson             | Episodio: "The Perfect Storm"                                         |
| 2006                     | The Evidence                                               |                              | Episodio: "Stringers"                                                 |
| 2007                     | Dirt                                                       | Garbo                        | 6 episodios                                                           |
| 2007                     | 4400                                                       | Kara                         | Episodio: "Till We Have Built Jerusalem"                              |
| 2007                     | Whistler                                                   | Bailey                       | Episodio: "The Rules of Attachment: Part II" Episode: "Last Run"      |
| 2008                     | Robson Arms                                                | Anke Vermeulen-Papathanasiou | Episodio: "Cherchez la Femme"                                         |
| 2008                     | Californication                                            | Annika                       | Episodio "Coke Dick & First Kick" Episode: "Blues from Laurel Canyon" |
| 2009                     | 24                                                         | Samantha Roth                | 5 episodios                                                           |
| 2010                     | Day One                                                    | Bonnie                       | Episodio: "Piloto"                                                    |
| 2010                     | Outlaw                                                     | Lucinda Pearl                | 8 episodios                                                           |
| 2016                     | Suits                                                      | Tara Messer                  | 6 episodios                                                           |
| 2016                     | Arrow                                                      | Susan Williams               | 5 episodios                                                           |
| 2018                     | Blindspot                                                  | Quinn Bonita                 | Episodio: "Deductions"                                                |
| 2020                     | The Good Doctor                                            | Lily Cross                   | 2 episodios                                                           |
| 2022                     | Pretty Little Liars: Original Sin                          | Davie Adams                  | Rol recurrente                                                        |
| 2022                     | Quantum Leap                                               | Samantha Stratton            | Episodio: "Atlantis"                                                  |